# 1520
- Wikisource

| Calendário gregoriano                                                        | 1520 MDXX                                            |
| Ab urbe condita                                                              | 2273                                                 |
| Calendário arménio                                                           | 969 – 970                                            |
| Calendário bahá'í                                                            | -324 – -323                                          |
| Calendário budista                                                           | 2064                                                 |
| Calendário chinês                                                            | 4216 – 4217 Início a 20 de janeiro (aproximadamente) |
| Calendário copta                                                             | 1236 – 1237                                          |
| Calendário etíope                                                            | 1512 – 1513                                          |
| Calendários hindus - Vikram Samvat - Calendário nacional indiano - Cáli Iuga | 1575 – 1576 1441 – 1442 4620 – 4621                  |
| Calendário Holoceno                                                          | 11520                                                |
| Calendário islâmico                                                          | 926 – 927                                            |
| Calendário judaico                                                           | 5280 – 5281                                          |
| Calendário persa                                                             | 898 – 899                                            |
| Calendário rúnico                                                            | 1770                                                 |
| Calendário solar tailandês                                                   | 2063                                                 |

1520 (MDXX, na numeração romana) foi um ano bissexto do século XVI do Calendário Juliano, da Era de Cristo, e as suas letras dominicais foram  A e G (52 semanas), teve início a um domingo e terminou a uma segunda-feira.
| Ano completo                       |
| ---------------------------------- |
| Ano bissexto com início ao domingo |

## Eventos
- Construção da Igreja de Nossa Senhora do Rosário na Vila do Nordeste, ilha de São Miguel, Açores.
- 26 de Fevereiro - Disponibilização da capitania da ilha Graciosa a D. Fernando Coutinho.
- 23 de Abril - Promulgação do Regimento dos Juízes das Alfândegas dos Açores.
- Elevação de Tavira (Portugal) à categoria de cidade.
- Navios portugueses chegaram à China. O imperador chinês cedeu a ilha de Macau como entreposto comercial.

## Nascimentos
- Estácio de Sá, militar português, fundador da cidade do Rio de Janeiro (m.1567).
- António da Câmara Pereira, na ilha da Madeira.
- António Gomes, filho de Gomes Eanes, na ilha da Madeira.
- Pier Gerlofs Donia - pirata e combatente da liberdade frísio (n. 1480).
- Diego de Almagro, o Moço.

## Mortes
- Pedro Alvares Cabral - descobridor do Brasil.
- Moctezuma II - governante asteca.
- Rafael Sanzio - pintor italiano do Renascimento.

## Por tema
- 1520 no Brasil